# Карака
Карака (на испански: Carraca) е голям търговски или военен ветроходен тримачтов кораб, използван през 16 и 17 век. Изобретен е от генуезците. Има три палуби и е разчетен за дълги океански пътувания. Може да събере до 1200 души. Главната му мачта може да достигне 45 m, височината на борда – 6 m. Голямото четириъгълно ветрило му осигурява бързина. Използва се за транспорт на тежки и скъпи стоки.
През 1519-1521 г. караката „Виктория“ от експедицията на Магелан извършва първото околосветско пътешествие.